# 虹のある風景 (1636年)

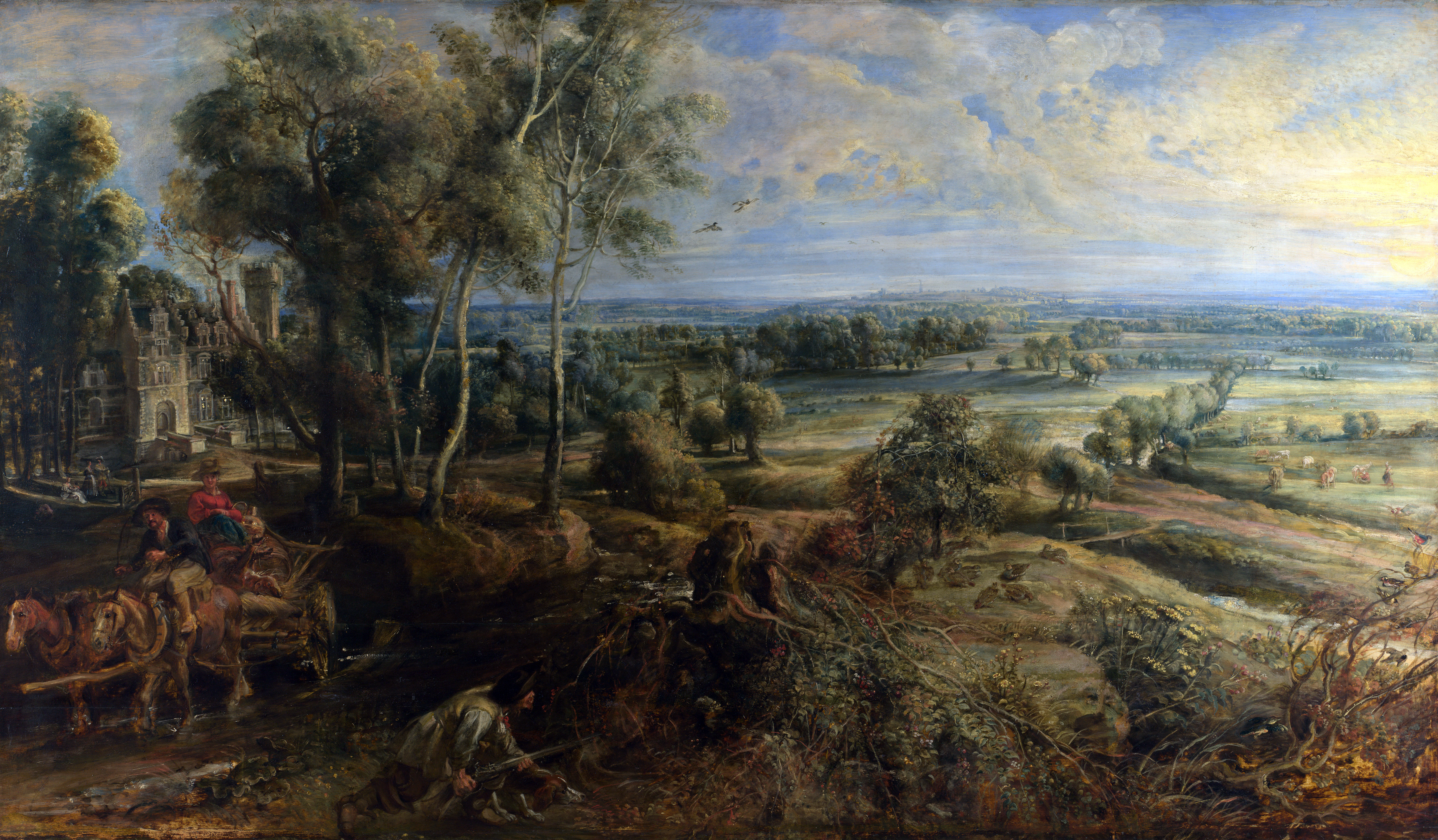
ルーベンス『早朝のステーン城を望む秋の風景』』 (1636年)、ナショナル・ギャラリー (ロンドン)

『虹のある風景』（にじのあるふうけい、蘭: Landschap met regenboog、英: The Rainbow Landscape）は、フランドルのバロック期の巨匠ピーテル・パウル・ルーベンスが1636年ごろ、オーク板上に油彩で制作した絵画である。作品は、ナショナル・ギャラリー (ロンドン) 蔵の『早朝のステーン城を望む秋の風景』 と対をなしている。両作品はルーベンスの死後の1604年に売却され、17世紀末以降、スペインとジェノヴァの所有者を経て、1803年にロンドンにもたらされた。しかし、以後、別の所有者の手に渡り、『虹のある風景』は1856年にハートフォード侯爵リチャード・シーモア＝コンウェイにより購入された。現在、侯爵未亡人によりイギリス国家に寄贈されたロンドンのウォレス・コレクションに所蔵されている。

## 作品
ルーベンスは1635年にメヘレン近郊のステーン城を入手したが、彼はイギリスとスペインの国王から貴族の称号を得ていたため、この購入はブラバント州議会から正式に承認された。本作、および対作品の『早朝のステーン城を望む秋の風景』はおそらくステーン城で描かれ、一緒にそこに展示されていた。両作品ともに構成が複雑で、対として制作されたものである。
この絵画は、ステーン城周辺のブラバント地方の田舎の素晴らしい眺望を提示している。ルーベンスは1636年から1640年の間、半ば退職後の生活を送っていたが、庭園、牧場、農地を伴なったこの16世紀の領主の館は彼の夏の避暑地となった。彼の甥のフィリップ・ルーベンス (Philip Rubens) によれば、ルーベンスは一日の異なる時間帯に風景を観察して描くことに時間を費やし、この地は「周囲の山々、平野、峡谷、牧草地などを、朝日や夕日が地平線上にあるときに、生き生きと写生する」機会をルーベンスに与えた。本作の眺望は鳥瞰図となっており、フィリップは「地平線の先まで描かれている」と形容していた。
ルーベンスは、農作業の理想化された眺めを提示している。干草作りが行われており、酪農用の牛の群れが小道沿いに導かれている。アヒルが小川の岸で水浴びをしている一方、笑顔の牛乳搾りの女たちと農夫が干草車の御者に挨拶をしている。長い影は夕方が迫っていることを示唆し、一日の労働はすぐに終わるのであろう。平和感と満足感が場面に行き渡っており、そうした感覚は空を横切り、構図に統一感を与える虹が出現したことで高められている。虹という移ろいゆく大気現象を捉える困難さは、画家たちにとって大いなる技術的ハードルとなっていた。
この絵画で虹はまた深い精神的な意味合いを持っており、和平の感覚を想起させるものである。外交的活動によってネーデルラントに平和をもたらそうと努めたルーベンスにとって和平への道は痛々しいものであった。

## ギャラリー

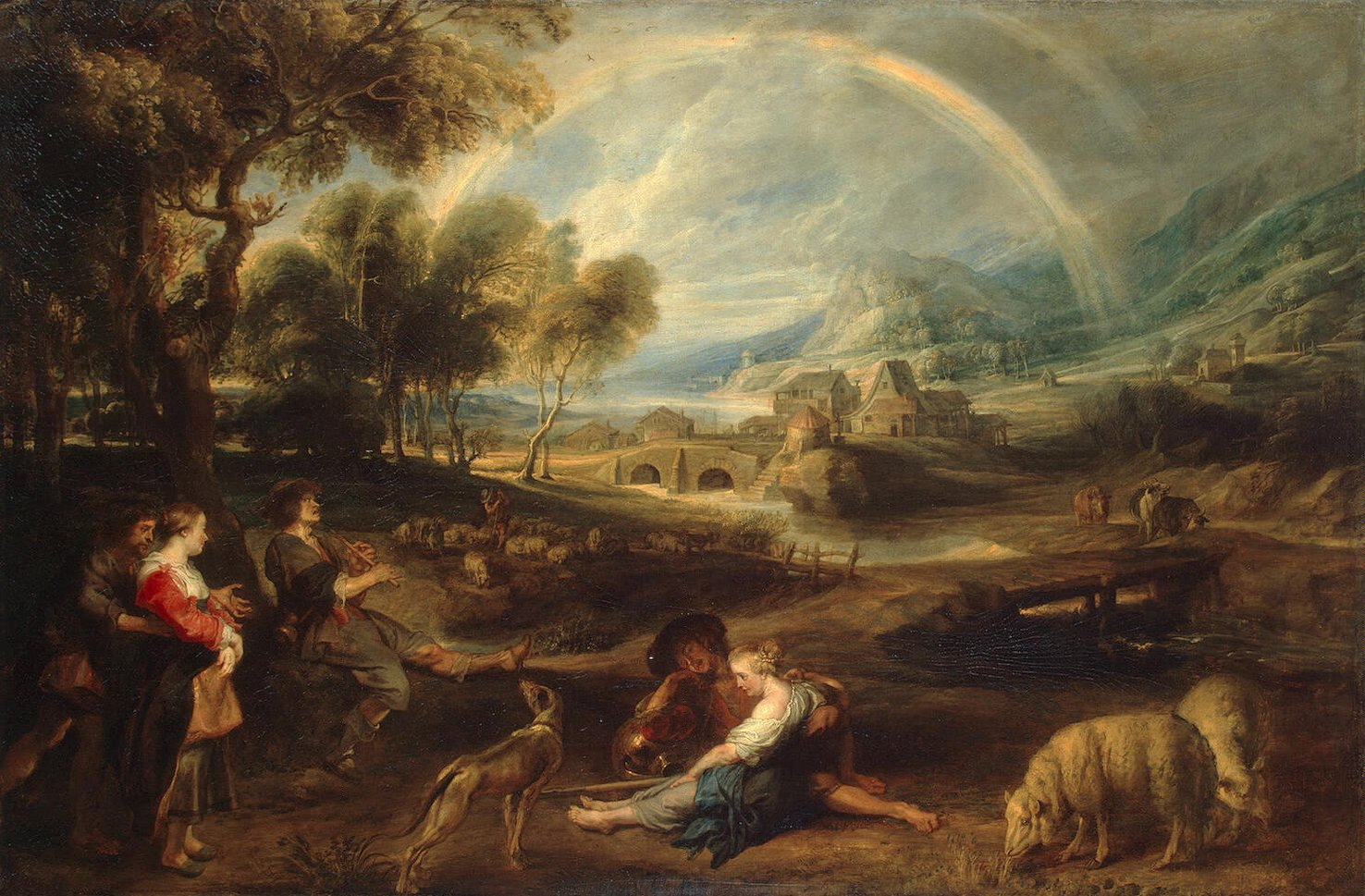
ルーベンス『虹のある風景』 (1632-1635年ごろ)、エルミタージュ美術館、サンクトペテルブルク
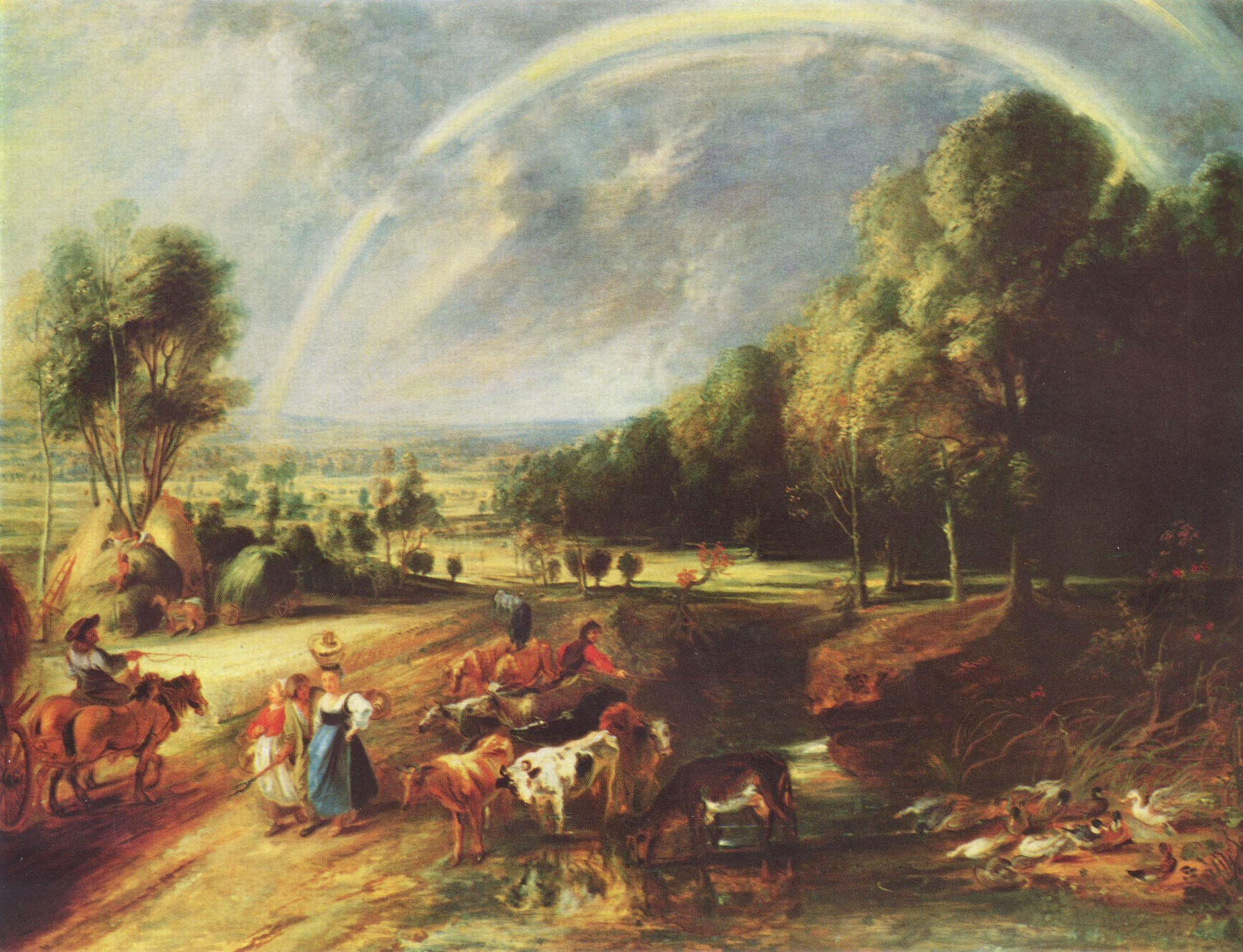
ルーベンス『虹のある風景 (ミュンヘン)（英語版）』 (1640年)、アルテ・ピナコテーク、ミュンヘン